# Honkasaari (ö i Finland, Södra Savolax, Pieksämäki, lat 62,14, long 27,71)
Honkasaari är en ö i Finland. Den ligger i sjön Sysmä och i kommunen Jorois i den ekonomiska regionen  Pieksämäki ekonomiska region  och landskapet Södra Savolax, i den södra delen av landet, 260 km nordost om huvudstaden Helsingfors. Öns area är 1,8 hektar och dess största längd är 200 meter i nord-sydlig riktning.